# Nagybajom
Nagybajom è una città di 3.664 abitanti situata nella contea di Somogy, nell'Ungheria centro-occidentale. Letteralmente tradotto significa "il mio grande problema" (Nagy+baj+om).